# Analogni sintetizator zvuka
Analogni sintetizator zvuka uređaj je koji se sastoji od analognih elektroničkih komponenti od kojih je nabitniji oscilator. Napon strujnog kruga oscilira elektrone koji generiraju valni oblik te proizvode zvukove koji čine elektroničku glazbu. Najpoznatiji proizvođači analognih sintetizatora su Moog, Roland, Yamaha, Korg i drugi.